# Спеціальна економічна зона «Євро-Парк Мелець»
Спеціальна економічна зона «Євро-Парк Мелець» є найстарішою СЕЗ у Польщі. Вона була заснована в 1995 році в місті Мельць.
Станом на квітень 2012 року СЕЗ «Євро-Парк Мелець» займає загальну площу 1246 га в наступних місцях:
- Мелець – 605 га
- Ряшів (включаючи сусідні Глогув-Малопольський і Тшебовнисько) – 170 га
- Люблін – 118 га
- Щецин – 73 га
- Замостя – 54 га
- Коросно – 36 га
- Лежайськ – 27 га
- Дембиця – 35 га
- Горлиці – 21 га
- Любартів – 20 га
- Ярослав – 14 га
- Ропчиці та гміна Острув – 45 га
- Сянок – 15 га
- Любачів – 9 га
- Кольбушова – 8 га
- Радинь-Підляський – 2 га

## Зовнішні посилання
- Офіційний веб-сайт. [Архівовано 2007-02-07 у Wayback Machine.]